# Valhalla: Mroczny wojownik
Valhalla: Mroczny wojownik (tyt. oryg. Valhalla Rising, 2009) – brytyjsko-duński film przygodowy w reżyserii Nicolasa Windinga Refna.

## Fabuła
Jednooki wojownik trzymany jest w klatce, z której wypuszczany jest tylko w celu toczenia kolejnych walk. Po zamordowaniu swoich strażników przyłącza się do grupy chrześcijańskich rycerzy udających się do Ziemi Świętej. 

## Obsada
- Mads Mikkelsen jako Jednooki
- Maarten Stevenson jako Are
- Ewan Stewart jako Eirik
- Gary Lewis jako Kare
- Alexander Morton jako Barde
- Mathew Zajac jako Malkolm
- Jamie Sives jako Gorm
- Gordon Brown jako Hagen
- Gary McCormack jako Hauk
- Stewart Porter jako Kenneth
- Rony Bridges jako Magnus
- Robert Harrison jako Roger
- Douglas Russell jako Olaf

i inni. 

## Nagrody i nominacje
Reżyser otrzymał, w 2010, za ten film dwie nagrody na Fantasporto (wyróżnienie specjalne i nagrodę jury), na Neuchâtel International Fantastic Film Festival w 2010, Nicolas Winding Refn zdobył za niego nagrodę Titra Film Award ponadto był nominowany do Narcisse Award, a w 2011 Duńska Akademia Filmowa przyznała nagrodę Robeta dla Niamh Morrison za najlepszy makijaż, do tej samej nagrody film był nominowany w ośmiu innych kategoriach (najlepszy aktor, najlepszy scenariusz, najlepsze zdjęcia, najlepsza scenografia, najlepsze zdjęcia, najlepszy dźwięk, najlepsza muzyka oryginalna i najlepszy montaż).